# Pierre Chassang

Pierre Chassang (né le 17 novembre 1919 à Neussargues-Moissac dans le Cantal et mort le 27 avril 2013 à Cannes) est un pratiquant français d'aïkido. Il est considéré comme faisant partie des « pionniers » contributeurs au développement de la discipline en France. Il a été promu au grade de 6e dan par l'Aikikai de Tokyo.

## Repères biographiques
Durant la Seconde Guerre mondiale, Pierre Chassang s'engage aux côtés des Forces françaises libres.
Il débute l'aïkido en 1952 auprès de Tadashi Abe. Il étudiera la pratique de l'aïkido également auprès de Mutsuro (Matsuhilo) Nakazono après l'installation en France de ce dernier.
En 1962, il est à l'origine de l'Association Culturelle Européenne d'Aïkido (ACEA), qui deviendra la Fédération Européenne d'Aïkido (FEA) en 1977. 
Après l'arrivée de Nobuyoshi Tamura en France en novembre 1964, il assiste ce dernier dans ses démarches de diffusion et d'enseignement de l'aïkido en France, et poursuit auprès de lui son étude de l'aïkido. 
En 1982, il contribue, aux côtés de Nobuyoshi Tamura et de Guy Bonnefond, à la création de la FFLAB, marquant la scission de l'aïkido avec le judo, auquel la discipline était rattachée jusqu'alors. La FFLAB, dont le siège social est initialement domicilié chez Pierre Chassang à Cannes, changera plus tard de nom pour devenir en 1985 la FFAB.

## Responsabilités administratives
Pierre Chassang occupe tout au long de sa vie divers postes au sein des structures chargées de l'organisation de l'aïkido en France et dans le monde :
- Président d'honneur de la FFAB,
- Président de la Fédération Européenne d'Aïkido (FEA) de 1981 à 1989,
- Trésorier général de la Fédération Internationale d'Aïkido (FIA) de 1975 à 1984.
- Membre Fondateur de l’association Takemusu Aiki Intercontinental (TAI) en 1992.
- Membre fondateur de l'International Takemusu Aikido Federation  (ITAF) en 2008.